# 歐洲經濟區
| 奥地利 · 比利时 · 保加利亚 · 賽普勒斯 · 捷克 · 丹麦 · 爱沙尼亚 · 芬兰 · 法國 · 德国 | · 希腊 · 匈牙利 · 冰島 · 爱尔兰 · 義大利 · 列支敦斯登 · 拉脫維亞 · 立陶宛 · 盧森堡 | 馬爾他 · 荷蘭 · 挪威 · 波蘭 · 葡萄牙 · 羅馬尼亞 · 斯洛伐克 · 斯洛維尼亞 · 西班牙 · 瑞典 |

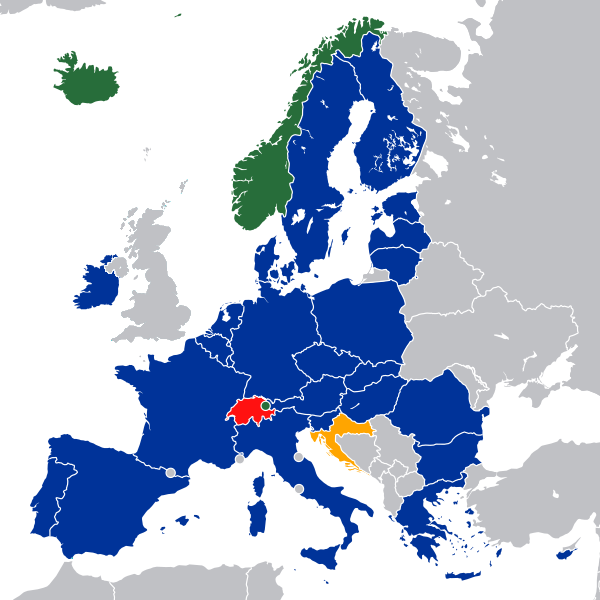
歐洲經濟區由以下各國組成
欧洲自由贸易联盟（除瑞士）
歐盟成員國
克羅埃西亞自2014年暫時適用協議
瑞士未批准協議

歐洲經濟區（英语：European Economic Area，縮寫：EEA）在欧洲自由贸易联盟（EFTA）與歐盟（EU）達成協議後，於1994年1月1日生效，旨在讓欧洲自由贸易联盟的成員國，無需加入歐盟也能參與歐洲的單一市場。

## 成員
它的成員為冰島、列支頓士登和挪威，以及27個歐盟成員國。

### 瑞士否决
欧洲自由贸易联盟四國中，瑞士於1992年在公投中否決加入歐洲經濟區。
瑞士与欧洲联盟签署協議来參與歐洲單一市場，详见瑞士-欧盟关系。

## 歐洲經濟區之權利與義務
歐洲經濟區根據歐盟倡導的四大自由而建立：貨物、人員、服務及資金可在歐洲經濟區自由流動。歐洲經濟區的非歐盟成員與歐盟成員國之間可以自由貿易，但必須遵守大部分欧盟法律。歐洲經濟區的非歐盟成員在歐盟的決策過程中影響力不大。歐洲經濟區的非歐盟成員成員無需承擔歐盟相關的開支，但實際上會為歐洲的融合作出開支。

## 歐洲經濟區之立法
歐洲經濟區的非歐盟成員同意制定與歐盟相似的法律，包括社會政策、消費者保障、環境、公司法和統計。（第一支柱）
歐洲經濟區的三個非歐盟成員在歐洲議會、歐盟理事會等歐盟機構中並無代表。

## 機構
歐洲經濟區的非歐盟成員國與歐盟委員會組成聯合委員會（EEA Joint Committee），功能是討論如何將相關歐盟法律伸延至非歐盟成員國。而歐洲經濟區會議（EEA Council）每年開會兩次，檢討歐洲經濟區成員間的整體關係。
歐洲經濟區並無涵蓋所有成員的常設機構，歐洲經濟區的活動主要由歐洲自由貿易聯盟監察委員會及欧洲自由贸易联盟法院管理，兩者相類於歐盟的歐盟委員會和歐洲法院。

## 參閱
- 貿易集團
- 申根公约
- 中歐自由貿易協定
- 南方共同市場

## 外部連結
European Economic Area （页面存档备份，存于） ec.europa.eu